# Włodzimierz Puzyna
Włodzimierz Puzyna (ur. 9 lipca 1947 w Szczecinie) – polski fizyk, nauczyciel akademicki i polityk, w latach 80. działacz „Solidarności”, konsul honorowy Francji w Szczecinie, w latach 1991–2001 poseł na Sejm I, II i III kadencji.

## Życiorys
Pochodzi z rodziny książęcej, która pieczętowała się herbem Oginiec. Jest synem Józefa, kapitana marynarki wojennej i żeglugi wielkiej, oraz Marii z domu Zaremba.
W 1972 ukończył studia na Wydziale Fizyki Uniwersytetu Warszawskiego. W 1979 uzyskał stopień doktora nauk przyrodniczych na Uniwersytecie Jagiellońskim (w Instytucie Biologii Molekularnej). W 1972 został nauczycielem w szkole średniej. W latach 1974–1990 był pracownikiem naukowym Zakładu Fizyki Akademii Rolniczej w Szczecinie, a w latach 1990–1995 dyrektorem centrum szkoleniowego Fundacji Rozwoju Demokracji Lokalnej w Szczecinie. W latach 1995–2012 pełnił funkcję rektora Wyższej Szkoły Administracji Publicznej w tym mieście.
W 1980 przystąpił do NSZZ „Solidarność”, współtworzył związek na szczecińskiej AR. Był też ekspertem zarządu regionu NSZZ „S”. Od 1982 działał w Biskupim Komitecie Pomocy w Szczecinie, przekształconym później w Biskupi Komitet Charytatywno-Społeczny. W latach 1989–1990 był wiceprzewodniczącym Komitetu Obywatelskiego Ziemi Szczecińskiej oraz przewodniczącym Regionalnej Komisji Wyborczej NSZZ „S”.
Od 1991 do 2001 sprawował mandat posła I, II i III kadencji, wybieranego w okręgach szczecińskich: nr 20 i nr 44 z ramienia Unii Demokratycznej (1991 i 1993) oraz Unii Wolności (1997). Pracował m.in. w Komisji Samorządu Terytorialnego oraz Komisji Edukacji, Nauki i Postępu Technicznego. W Sejmie III kadencji był przewodniczącym Podkomisji stałej ds. finansów samorządowych. Był również konsultantem w ramach projektów międzynarodowych dotyczących budowy demokratycznych struktur społeczeństwa obywatelskiego w państwach byłego ZSRR. W 2001 nie startował do parlamentu.
Był członkiem ROAD, Unii Demokratycznej i Unii Wolności. W wyborach samorządowych w 2002 kandydował z ramienia Unii Wolności na urząd prezydenta Szczecina (otrzymał 3965 głosów, tj. 3,9%). W latach 2005–2006 był pierwszym przewodniczącym zachodniopomorskiej Partii Demokratycznej. Później zrezygnował z działalności partyjnej. W 2004 został konsulem honorowym Francji w Szczecinie.

## Odznaczenia
- Złoty Krzyż Zasługi (2004)[5]
- Legia Honorowa (kawaler 2003, oficer 2017)[4][6]